# Julius Caesar Scaliger
Julius Caesar Scaliger, eigenlijk Giulio Cesare Scaligero (Riva del Garda, 23 april 1484 – Agen, 21 oktober 1558) was een Italiaanse humanist en geleerde uit de renaissance. Hij was een veelzijdige intellectueel die bekend was om zijn bijdragen aan verschillende vakgebieden, waaronder filologie, geschiedenis, poëzie en astronomie.
Zijn zoon, Joseph Justus Scaliger, was ook een beroemde geleerde en breidde het werk van zijn vader uit, vooral op het gebied van chronologie en geschiedschrijving. De Scaliger-familie heeft een aanzienlijke invloed gehad op de intellectuele geschiedenis van Europa tijdens de renaissance.
- Biblioteca Nacional de España: XX1043587
- Bibliothèque nationale de France: cb120604254 (data)
- Catàleg d'autoritats de noms i títols de Catalunya: 981058527492206706
- CiNii: DA03096946
- Gemeinsame Normdatei: 118794809
- International Standard Name Identifier: 0000 0001 0907 0783
- Library of Congress Control Number: n88631189
- Nationale Bibliotheek van Tsjechië: jn20011211051
- Nationale Bibliotheek van Israël: 987007297547005171
- Nederlandse Thesaurus van Auteursnamen: 315485582
- Istituto Centrale per il Catalogo Unico: BVEV021521
- LIBRIS: 209964
- SNAC: w6ww82rk
- Système universitaire de documentation: 028855043
- Virtual International Authority File: 61567549
- WorldCat: E39PBJtH6CMrDrJr7ByrPwfH4q